# Veliki Laganj in Mali Laganj
Veliki Laganj in Mali Laganj sta dva majhna nenaseljena otoka v Jadranskem morju, ki pripadata Hrvaški in sta del kvarnerskih otokov. Nahajata se severozahodno od otoka Pag in jugo-vzhodno od južne konice istrskega polotoka.
Administrativno pripadajo mestu Rab v Primorsko-goranski županiji.